# Vine Street
Vine Street è una strada di Los Angeles in California che attraversa il quartiere di Hollywood.

## Descrizione
Corre in direzione nord-sud da Melrose Avenue fino ad intersecare Hollywood Boulevard dove proprio l'intersezione tra la Hollywood e la Vine rappresenta il simbolo stesso di Hollywood per via della presenza della celebre Hollywood Walk of Fame.
Tre blocchi della Hollywood Walk of Fame sono posti su Vine Street e vi si possono trovare i nomi di John Lennon, Johnny Carson e Deborah Kerr.
Vine Street continua per un blocco come strada residenziale fino a Sepulveda Boulevard a Torrance denominata Vine Avenue.
A sud di Melrose invece la Vine diviene Rossmore Avenue, una strada principale che termina nel quartiere di Wilshire Boulevard.